# CineMAH
CineMAH è una serie di recensioni cinematografiche realizzate come vignette a fumetti da Leo Ortolani a partire dal 2012. Inizialmente pubblicate sul suo blog personale, dopo il buon successo di lettori hanno cominciato ad essere stampate in formato cartaceo.

## Storia
Il termine "CineMAH" è stato usato per la prima volta da Ortolani nel suo blog come tag per i post di genere cinematografico in generale, poi venne applicato alle recensioni a fumetti. Il "mah" secondo Ortolani rappresenta quel sospiro che si emette dopo aver visto un film al cinema, magari quando ti viene chiesto un parere sul film, e che significa all'incirca "Ma cosa ho appena visto?".
Le recensioni cinematografiche sono iniziate nel 2012, quando Ortolani ha realizzato una serie di vignette su The Avengers esprimendo il suo parere negativo, stupito dal grande successo di pubblico del film. Mesi dopo è seguita la recensione di Die Hard - Un buon giorno per morire. La creazione di queste recensioni, iniziate quasi per gioco, fu spinta inizialmente dalla volontà di «capire se ci fosse qualcuno che la pensava come me, là fuori», oltre a voler «divertirsi a fare qualcosa di diverso dal solito». Successivamente, visto che il divertimento si aveva anche da parte dei lettori, le recensioni sono continuate e sono diventate «un appuntamento fisso per chi segue il blog».
Negli anni successivi queste storie hanno cominciato ad essere pubblicate in formato cartaceo: prima la recensione de L'uomo d'acciaio pubblicata su Rat-Man Collection n. 101 a marzo 2014, poi un albo speciale contenente la recensione del primo film di Star Trek presentato in occasione della sua partecipazione allo StarCon Comics a Bellaria-Igea Marina (Rimini) a maggio 2016.

### Il buio in sala

Una vignetta dalla recensione de L'uomo d'acciaio

A fine maggio 2016 le recensioni sono state raccolte in un volume cartonato di 192 pagine edito dalla BAO Publishing, dal titolo CineMAH presenta: Il buio in sala, in cui sono stati aggiunti degli inediti, rimasti nel cassetto fino a quel momento per mancanza di tempo. Il volume è stato annunciato da Ortolani il 1º ottobre 2015 in occasione della presentazione del volume L'elenco telefonico degli accolli di Zerocalcare alla Feltrinelli di Milano; nei mesi successivi sono stati via via rivelati il mese di uscita, la copertina, le recensioni presenti, e la variant cover a tema Mad Max: Fury Road (in edizione limitata di 1500 numeri per le librerie Feltrinelli).
Poiché le vignette erano state pensate per essere scorse verticalmente in un monitor del computer, è stato necessario trovare un sistema per poterle pubblicare in formato cartaceo senza perdere le caratteristiche da "immagine fluttuante" viste sul blog. Ortolani ha deciso quindi di non aggiungere cornici (per mantenerne l'atmosfera fluttuante) ma di inserirle in uno sfondo completamente azzurro per renderne possibile la lettura come un normale fumetto.
L'albo contiene anche introduzioni disegnate di Zerocalcare, Roberto Recchioni e Giacomo Bevilacqua, fumettisti che realizzano anch'essi recensioni a fumetti di film e con i quali Ortolani spesso discute scherzosamente sulle differenze dei rispettivi gusti cinematografici.
Per promuovere l'uscita del volume, l'autore ha intrapreso un piccolo tour tra fine maggio e inizio giugno in alcuni festival e librerie di Torino, Milano, Bologna e Roma, in occasione di alcune delle quali era possibile anche ricevere in omaggio una sagoma in cartone allo stand della BAO.
Tra le recensioni preferite contenute nel volume, Ortolani ha citato quella di World War Z o di The Amazing Spider-Man 2 - Il potere di Electro.

### Futuro
La volontà di Ortolani è di continuare a realizzare le recensioni cinematografiche a fumetti; tra i titoli di film che gli piacerebbe recensire, ha citato L'avventura degli Ewoks, Solo Dio perdona e Batman v Superman: Dawn of Justice (ipotizzando un possibile confronto con Captain America: Civil War). Ha anche scherzato sui possibili titoli per la prossima raccolta in volume delle recensioni, proponendo Il Buio Colpisce Ancora, Il Buio Contro Tutti e Il Ritorno del Buio.
Le vignette sono poi ricominciate a gennaio 2022 su Instagram, per un massimo di 10 vignette a recensione.

## Realizzazione
Ortolani ha dichiarato che la scelta del film da recensire nasce da quanto quella pellicola gli ha «smosso qualcosa» (e aggiunge scherzando che «non sempre è l'entusiasmo, e dopo va tirato lo sciacquone»). L'autore racconta il film e le sue opinioni disegnandosi in prima persona, per sottolineare come tutte le vignette rappresentino un parere totalmente personale. La narrazione, inoltre, più che sul film è incentrata sulle reazioni dell'autore alla visione del film stesso. A tal proposito Ortolani sottolinea:
Nonostante la maggior parte delle recensioni siano focalizzate sui film di supereroi, dato che inizialmente si voleva prendere in giro proprio quel tipo di film, ne vengono realizzate anche di film più impegnati (come Torneranno i prati) e di film che sono effettivamente piaciuti a Ortolani (come Captain America: The Winter Soldier o Mad Max: Fury Road), anche se secondo la sua opinione con questi ultimi non si riesce a ridere allo stesso modo di quanto si faccia con quelli brutti.

## Elenco delle recensioni
| Titolo                                                     | Film recensito                                                                   | Data              | Pp. | Link | Raccolta                |
| ---------------------------------------------------------- | -------------------------------------------------------------------------------- | ----------------- | --- | ---- | ----------------------- |
| Gli Avengers                                               | The Avengers (Joss Whedon, 2012)                                                 | 2 maggio 2012     | 2   |      | Il buio in sala         |
| Dai Ard                                                    | Die Hard - Un buon giorno per morire (John Moore, 2013)                          | 4 marzo 2013      | 5   |      | Il buio in sala         |
| Banalità                                                   | Gangster Squad (Ruben Fleischer, 2013)                                           | 20 marzo 2013     | 4   |      | Il buio in sala         |
| Jimmy Bobo - Una pallottola in testa al titolista italiano | Jimmy Bobo - Bullet to the Head (Walter Hill, 2012)                              | 27 marzo 2013     | 3   |      | Il buio in sala         |
| The Amazing Spider-Man - La recensione di mia figlia       | The Amazing Spider-Man (Marc Webb, 2012)                                         | 5 aprile 2013     | 1   |      | Il buio in sala         |
| Aironmen 3                                                 | Iron Man 3 (Shane Black, 2013)                                                   | 24 aprile 2013    | 6   |      | Il buio in sala         |
| Fastenfurios 6                                             | Fast & Furious 6 (Justin Lin, 2013)                                              | 4 giugno 2013     | 4   |      | Il buio in sala         |
| Star Trek - L'ira di Into Darkness                         | Into Darkness - Star Trek (J. J. Abrams, 2013)                                   | 14 giugno 2013    | 5   |      | Il buio in sala         |
| Dredd - La legge del remake                                | Dredd (Pete Travis, 2012)                                                        | 27 giugno 2013    | 5   |      | Il buio in sala         |
| Man of Steel - Crederete che un uomo può recitare!         | L'uomo d'acciaio (Zack Snyder, 2013)                                             | 4 luglio 2013     | 10  |      | Il buio in sala         |
| Le cronache di Gigioni                                     | Riddick (David Twohy, 2013)                                                      | 13 settembre 2013 | 4   |      | Il buio in sala         |
| Thor - What a Wonderful World                              | Thor: The Dark World (Alan Taylor, 2013)                                         | 20 novembre 2013  | 6   |      | Il buio in sala         |
| Captain America - The Spring Soldier                       | Captain America: The Winter Soldier (Anthony e Joe Russo, 2014)                  | 21 marzo 2014     | 8   |      | Il buio in sala         |
| Spaidermen 2 - Il potere dei nerd                          | The Amazing Spider-Man 2 - Il potere di Electro (Marc Webb, 2014)                | 13 maggio 2014    | 7   |      | Il buio in sala         |
| Ansia da timeline                                          | Fase 3 della Marvel                                                              | 20 novembre 2014  | 4   |      | Il buio in sala         |
| Star Wars - Il risveglio del nerd                          | Star Wars - Il risveglio della Forza, teaser (J. J. Abrams, 2014)                | 29 novembre 2014  | 4   |      | Il buio in sala         |
| La Forza si sveglia ancora                                 | Star Wars - Il risveglio della Forza, Star Wars Celebration (J. J. Abrams, 2015) | 17 aprile 2015    | 5   |      | Il buio in sala         |
| Mad Max: la rivincita del vecchio                          | Mad Max: Fury Road (George Miller, 2015)                                         | 28 maggio 2015    | 6   |      | Il buio in sala         |
| Star Trailer VII - Silenzio sennò la Forza si sveglia      | Star Wars - Il risveglio della Forza, trailer definitivo (J. J. Abrams, 2015)    | 21 ottobre 2015   | 4   |      | Il buio in sala         |
| Star Wars VII - Mi risveglio a forza                       | Star Wars - Il risveglio della Forza (J. J. Abrams, 2015)                        | 25 dicembre 2015  | 8   |      | Il buio in sala         |
| Torneranno i prati stellari                                | Torneranno i prati (Ermanno Olmi, 2014)                                          | 28 dicembre 2015  | 6   |      | Il buio in sala         |
| Star Trek - Eppur si movie!                                | Star Trek (Robert Wise, 1979)                                                    | 19 maggio 2016    | 11  |      | Il buio colpisce ancora |
| Jurassic Love                                              | Jurassic Park (Steven Spielberg, 1993)                                           | 26 maggio 2016    | 1   |      | Il buio in sala         |
| Viuleeenzaa!                                               | Valhalla Rising - Regno di sangue (Nicolas Winding Refn, 2009)                   | 26 maggio 2016    | 5   |      | Il buio in sala         |
| La moglie del soldato?                                     | La moglie del soldato (Neil Jordan, 1992)                                        | 26 maggio 2016    | 1   |      | Il buio in sala         |
| Transformers 2 – La caduta dei maroni                      | Transformers - La vendetta del caduto (Michael Bay, 2009)                        | 26 maggio 2016    | 4   |      | Il buio in sala         |
| Vengo subito!                                              | Shame (Steve McQueen, 2011)                                                      | 26 maggio 2016    | 5   |      | Il buio in sala         |
| Uorluorzii                                                 | World War Z (Marc Forster, 2013)                                                 | 26 maggio 2016    | 5   |      | Il buio in sala         |
| Pacific Robottoni                                          | Pacific Rim (Guillermo del Toro, 2013)                                           | 26 maggio 2016    | 1   |      | Il buio in sala         |
| Corpi caldi                                                | Warm Bodies (Jonathan Levine, 2013)                                              | 26 maggio 2016    | 1   |      | Il buio in sala         |
| "Sono desolato." (Smaug)                                   | Lo Hobbit - La desolazione di Smaug (Peter Jackson, 2013)                        | 26 maggio 2016    | 5   |      | Il buio in sala         |
| Wolverine l'immorale                                       | Wolverine - L'immortale (James Mangold, 2013)                                    | 26 maggio 2016    | 1   |      | Il buio in sala         |
| Wild Wild West, poi in fondo a sinistra                    | Wild Wild West (Barry Sonnenfeld, 1999)                                          | 26 maggio 2016    | 1   |      | Il buio in sala         |
| Tartarughe mutanti e Megan Fox                             | Tartarughe Ninja (Jonathan Liebesman, 2014)                                      | 26 maggio 2016    | 4   |      | Il buio in sala         |
| 50 banalità di grigio                                      | Cinquanta sfumature di grigio (Sam Taylor-Johnson, 2015)                         | 26 maggio 2016    | 6   |      | Il buio in sala         |
| Capitan Harlock, tan tan!                                  | Capitan Harlock (Shinji Aramaki, 2013)                                           | 26 maggio 2016    | 1   |      | Il buio in sala         |
| Gli Avengers contro Ultron                                 | Avengers: Age of Ultron (Joss Whedon, 2015)                                      | 26 maggio 2016    | 7   |      | Il buio in sala         |
| Snowpiercer ferma a...                                     | Snowpiercer (Bong Joon-ho, 2013)                                                 | 26 maggio 2016    | 1   |      | Il buio in sala         |
| Abbiamo Terminator, o no?                                  | Terminator Genisys (Alan Taylor, 2015)                                           | 26 maggio 2016    | 6   |      | Il buio in sala         |
| I Fantastici 4 - La recensione. La sofferenza              | Fantastic 4 - I Fantastici Quattro (Josh Trank, 2015)                            | 26 maggio 2016    | 8   |      | Il buio in sala         |
| Qualunque film con Monica Bellucci                         | Qualunque film con Monica Bellucci                                               | 26 maggio 2016    | 1   |      | Il buio in sala         |
| The Conjuring - Lo fai poi a casa tua                      | L'evocazione - The Conjuring (James Wan, 2013)                                   | 26 maggio 2016    | 4   |      | Il buio in sala         |
| X-Men: Poca Lisse                                          | X-Men - Apocalisse (Bryan Singer, 2016)                                          | 14 giugno 2016    | 7   |      | Il buio colpisce ancora |
| "Non c'è più Justice"                                      | Justice League (Zack Snyder/Joss Whedon, 2017)                                   | 3 dicembre 2017   | 10  |      |                         |
| Infinity guanty persy a scuoly                             | Avengers: Infinity War (Anthony e Joe Russo, 2018)                               | 4 maggio 2018     | 9   |      | Il buio colpisce ancora |
| La rivincita della rana                                    | La La Land (Damien Chazelle, 2016)                                               | 12 settembre 2019 | 7   |      | Il buio colpisce ancora |
| Dopo Terra                                                 | After Earth (M. Night Shyamalan, 2013)                                           | 12 settembre 2019 | 1   |      | Il buio colpisce ancora |
| La festa della mamma                                       | Batman v Superman: Dawn of Justice (Zack Snyder, 2016)                           | 12 settembre 2019 | 6   |      | Il buio colpisce ancora |
| Uova di lompo stellari                                     | Rogue One: A Star Wars Story (Gareth Edwards, 2016)                              | 12 settembre 2019 | 4   |      | Il buio colpisce ancora |
| 11 settembre, quello lì                                    | 11 settembre: Senza scampo (Martin Guigui, 2017)                                 | 12 settembre 2019 | 5   |      | Il buio colpisce ancora |
| Moschettieri del re - La penultima idea                    | Moschettieri del re - La penultima missione (Giovanni Veronesi, 2018)            | 12 settembre 2019 | 1   |      | Il buio colpisce ancora |
| Ancora un film di Pieraccioni                              | Qualunque film di Pieraccioni                                                    | 12 settembre 2019 | 1   |      | Il buio colpisce ancora |
| Squali? Squelli.                                           | Paradise Beach - Dentro l'incubo (Jaume Collet-Serra, 2016)                      | 12 settembre 2019 | 5   |      | Il buio colpisce ancora |
| Gaadsovègitt                                               | Gods of Egypt (Alex Proyas, 2016)                                                | 12 settembre 2019 | 7   |      | Il buio colpisce ancora |
| Gli amori di un critico                                    | Gli amori di una bionda (Miloš Forman, 1965)                                     | 12 settembre 2019 | 12  |      | Il buio colpisce ancora |
| Ridi, pagliaccio!                                          | It (Andrés Muschietti, 2017)                                                     | 12 settembre 2019 | 1   |      | Il buio colpisce ancora |
| La pesca miracolosa                                        | Chiamami col tuo nome (Luca Guadagnino, 2017)                                    | 12 settembre 2019 | 7   |      | Il buio colpisce ancora |
| "Ride jedi, chi ride ultimo"                               | Star Wars: Episodio VIII - Gli ultimi Jedi (Rian Johnson, 2017)                  | 12 settembre 2019 | 10  |      | Il buio colpisce ancora |
| Life is life! Nannaa-naranaa...                            | Life - Non oltrepassare il limite (Daniel Espinosa, 2017)                        | 12 settembre 2019 | 4   |      | Il buio colpisce ancora |
| Chi? Kong                                                  | Kong: Skull Island (Jordan Vogt-Roberts, 2017)                                   | 12 settembre 2019 | 4   |      | Il buio colpisce ancora |
| Meglio male accompagnato che Solo                          | Solo: A Star Wars Story (Ron Howard, 2018)                                       | 12 settembre 2019 | 7   |      | Il buio colpisce ancora |
| La tomb del raider                                         | Tomb Raider (Roar Uthaug, 2018)                                                  | 12 settembre 2019 | 1   |      | Il buio colpisce ancora |
| Ghostbasta                                                 | Ghostbusters (Paul Feig, 2016)                                                   | 12 settembre 2019 | 1   |      | Il buio colpisce ancora |
| Un film italiano a caso                                    | Sole cuore amore (Daniele Vicari, 2016)                                          | 12 settembre 2019 | 5   |      | Il buio colpisce ancora |
| Pupazzi senza vergogna                                     | Pupazzi senza gloria (Brian Henson, 2018)                                        | 12 settembre 2019 | 6   |      | Il buio colpisce ancora |
| Escape piàn 2                                              | Escape Plan 2 - Ritorno all'inferno (Steven C. Miller, 2018)                     | 12 settembre 2019 | 1   |      | Il buio colpisce ancora |
| La profezia inascoltata dell'armadillo                     | La profezia dell'armadillo (Emanuele Scaringi, 2018)                             | 12 settembre 2019 | 1   |      | Il buio colpisce ancora |
| Pantera di colore                                          | Black Panther (Ryan Coogler, 2018)                                               | 12 settembre 2019 | 6   |      | Il buio colpisce ancora |
| Mo Carrie, veh!                                            | Carrie - Lo sguardo di Satana (Brian De Palma, 1976)                             | 12 settembre 2019 | 7   |      | Il buio colpisce ancora |
| Macchine di una noia mortale                               | Macchine mortali (Christian Rivers, 2018)                                        | 12 settembre 2019 | 6   |      | Il buio colpisce ancora |
| La classe non è Aquaman                                    | Aquaman (James Wan, 2018)                                                        | 12 settembre 2019 | 7   |      | Il buio colpisce ancora |
| Avengers: Spoileroni                                       | Avengers: Endgame (Anthony e Joe Russo, 2019)                                    | 12 settembre 2019 | 13  |      | Il buio colpisce ancora |
|                                                            | 47 metri - Great White (Martin Wilson, 2021)                                     | 27 gennaio 2022   |     |      |                         |
|                                                            | Beau ha paura (Ari Aster, 2023)                                                  | 21 aprile 2023    |     |      |                         |
|                                                            | La sirenetta (Rob Marshall, 2023)                                                | 6 giugno 2023     |     |      |                         |
|                                                            | Indiana Jones e il quadrante del destino (James Mangold, 2023)                   | 1º luglio 2023    |     |      |                         |
|                                                            | Barbie (Greta Gerwig, 2023)                                                      | 24 luglio 2023    |     |      |                         |
|                                                            | Mission: Impossible - Dead Reckoning (Christopher McQuarrie, 2023)               | 25 agosto 2023    |     |      |                         |
|                                                            | Alien: Romulus (Fede Álvarez, 2024)                                              | 5 settembre 2024  |     |      |                         |
|                                                            | Il gladiatore II (Ridley Scott, 2024)                                            | 22 dicembre 2024  |     |      |                         |

## Accoglienza
Le recensioni di Ortolani sono state recepite molto positivamente dai lettori.
Il volume Il buio in sala del 2016 è stato lodato dal sito MangaForever, che gli ha dato un voto di 8,5 e ha sottolineato come, a prescindere dai propri gusti cinematografici, non si possa «fare a meno di ridere per il tipico umorismo che si può ritrovare solo nel migliore Rat-Man.» Secondo la rivista Rolling Stone, invece, Ortolani «sembra ancora alla ricerca di una sua vera voce post-Rat-Man», consigliando quindi l'albo solo ai fan dell'autore.